# Gelbkehlbülbül
|  | Dieser Artikel wurde aufgrund von formalen oder inhaltlichen Mängeln in der Qualitätssicherung Biologie zur Verbesserung eingetragen. Dies geschieht, um die Qualität der Biologie-Artikel auf ein akzeptables Niveau zu bringen. Bitte hilf mit, diesen Artikel zu verbessern! Artikel, die nicht signifikant verbessert werden, können gegebenenfalls gelöscht werden. Lies dazu auch die näheren Informationen in den Mindestanforderungen an Biologie-Artikel. |

Der Gelbkehlbülbül (Atimastillas flavicollis) ist ein Vertreter des Bülbüls. Er gehört zu den Singvögeln.

## Natürlicher Lebensraum

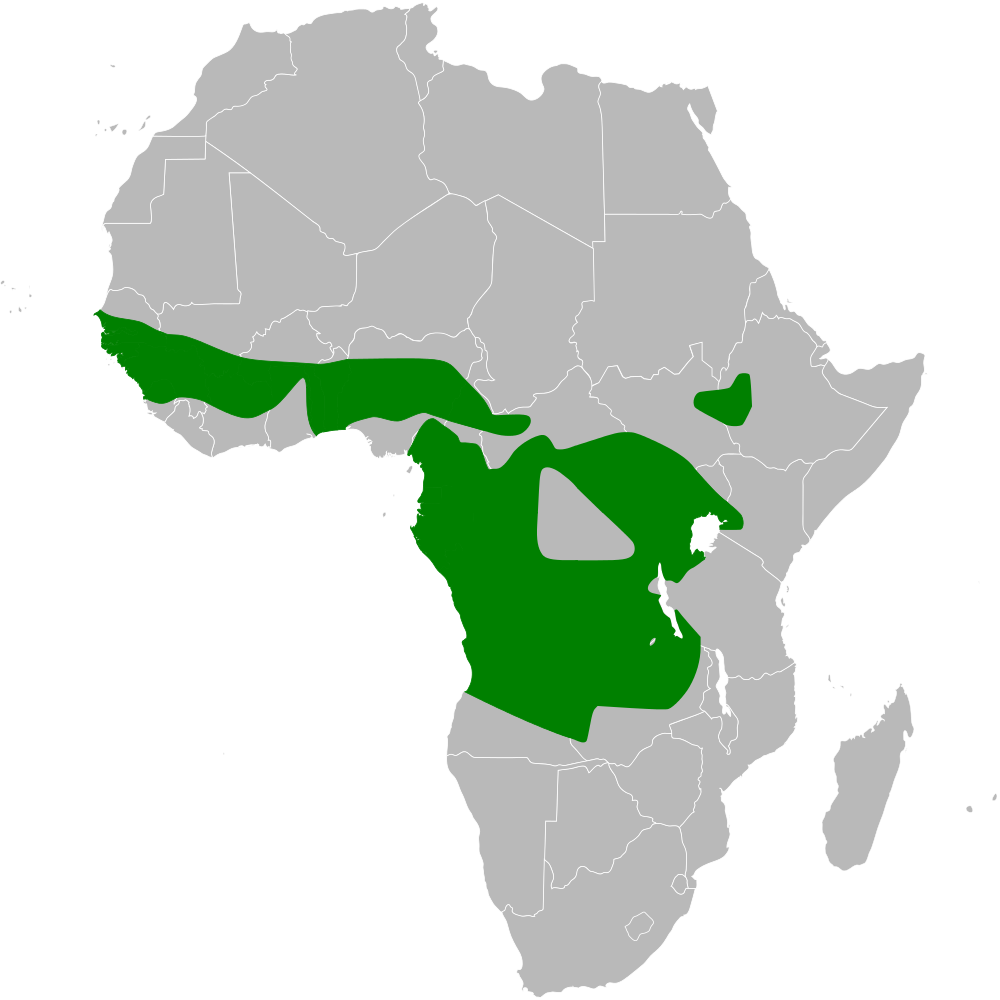
Verbreitung des Gelbkehlbülbüls

Der Gelbkehlbülbül lebt an Waldrändern und in Wäldern mit viel dornigem Gestrüpp. Sein Lebensraum erstreckt sich durch die Länder Senegal bis Kamerun, Zentralafrikanische Republik und den Kongo. 

## Merkmale
Er hat einen braungrauen Rücken. Seine Kehle ist zitronengelb. Sein Bauchgefieder ist gräulich. Der Gelbkehlbülbül wird bis zu 18 cm groß.

## Unterarten
Zu den Unterarten des Gelbkehlbülbüls gehören unter anderem der C.f.flavicollis und der C.f.soror, der im Sudan, Zentralafrikanischen Republik und dem Kongo vorkommt. Zu den Unterarten gehört auch noch der C.f.flavigula. 